# Královský vršek
Královský vršek är en kulle i Tjeckien.   Den ligger i regionen Vysočina, i den centrala delen av landet, 110 km sydost om huvudstaden Prag. Toppen på Královský vršek är 523 meter över havet.
Terrängen runt Královský vršek är huvudsakligen platt, men norrut är den kuperad.Runt Královský vršek är det ganska tätbefolkat, med 65 invånare per kvadratkilometer. Närmaste större samhälle är Jihlava, 2,0 km söder om Královský vršek. Trakten runt Královský vršek består till största delen av jordbruksmark.